# Esiliiga 2025
Die Esiliiga 2025 ist die 35. Spielzeit der zweithöchsten estnischen Fußball-Spielklasse der Herren. Sie begann am 1. März und endet am 9. November 2025.

## Modus
Die Liga umfasst wie in der Vorsaison zehn Teams. Jede Mannschaft spielt jeweils viermal an 36 Spieltagen gegeneinander.
Der Tabellenerste steigt direkt in die Meistriliiga auf, der Zweitplatzierte spielt in den Play-offs gegen den Neunten der Meistriliiga. U-21 Teams sind nicht aufstiegsberechtigt. Der Letzte und Vorletzte steigen in die drittklassige Esiliiga B ab, der Achte muss in die Relegation.

## Vereine
| Verein                   | Stadt   | Stadion                | Kapazität |
| ------------------------ | ------- | ---------------------- | --------- |
| FC Flora Tallinn U-21    | Tallinn | A. Le Coq Arena        | 10.5000   |
| JK Tallinna Kalev U-21   | Tallinn | Kadrioru staadion      | 5.000     |
| Viimsi JK                | Viimsi  | Viimsi staadion        | 2.000     |
| Tartu JK Welco           | Tartu   | Tamme staadion         | 1.600     |
| JK Tammeka Tartu         | Tartu   | Tamme staadion         | 1.600     |
| FC Tallinn               | Tallinn | Lasnamäe spordikeskuse | 1.200     |
| FCI Levadia Tallinn U-21 | Tallinn | Maarjamäe staadion     | 1.000     |
| FC Nõmme United          | Tallinn | Männiku staadion       | 1.000     |
| FC Nõmme Kalju U-21      | Tallinn | Hiiu staadion          | 0.500     |
| FC Elva                  | Elva    | Elva linnastaadion     | 0.400     |

## Tabelle
| Pl.                    | Verein                    | Sp. | S  | U | N  | Tore    | Diff. | Punkte |
| ---------------------- | ------------------------- | --- | -- | - | -- | ------- | ----- | ------ |
| 1.                     | FC Nõmme United (A)       | 24  | 19 | 2 | 3  | 073:180 | +55   | 59     |
| 2.                     | Viimsi JK                 | 24  | 16 | 5 | 3  | 052:200 | +32   | 53     |
| 3.                     | Tartu JK Welco            | 24  | 14 | 4 | 6  | 053:340 | +19   | 46     |
| 4.                     | FC Elva                   | 24  | 13 | 5 | 6  | 048:390 | +9    | 44     |
| 5.                     | FC Flora Tallinn U-21     | 24  | 8  | 7 | 9  | 042:360 | +6    | 31     |
| 6.                     | FC Tallinn                | 24  | 9  | 4 | 11 | 043:430 | ±0    | 31     |
| 7.                     | FC Nõmme Kalju U-21 (N)   | 24  | 9  | 3 | 12 | 036:560 | −20   | 30     |
| 8.                     | FC Levadia Tallinn U-21   | 24  | 6  | 5 | 13 | 038:470 | −9    | 23     |
| 9.                     | JK Tallinna Kalev U-21    | 24  | 2  | 9 | 13 | 036:590 | −23   | 15     |
| 10.                    | JK Tammeka Tartu U-21 (N) | 24  | 2  | 0 | 22 | 023:920 | −69   | 06     |
| Stand: 18. August 2025 |                           |     |    |   |    |         |       |        |

Platzierungskriterien: 1. Punkte – 2. mehr zugesprochene Siege – 3. direkter Vergleich (Punkte, Tordifferenz, geschossene Tore) – 4. Siege – 5. Tordifferenz – 6. geschossene Tore – 7. Fair-Play
| (A) | Absteiger aus der Meistriliiga 2024 |
| (N) | Neu/Aufsteiger aus der Esiliiga B   |

## Relegation
Aufstieg
Der Neuntplatzierte der Meistriliiga trifft auf den Zweitplatzierten der Esiliiga. Die Spiele finden Ende November 2025 statt.
|  | Gesamt |  | Hinspiel | Rückspiel |
|  | ------ |  | -------- | --------- |
|  | :      |  | :        | :         |

Abstieg
Der Achtplatzierte der Esiliiga trifft auf den Drittplatzierten der Esiliiga B. Die Spiele finden Ende November 2025 statt.
|  | Gesamt |  | Hinspiel | Rückspiel |
|  | ------ |  | -------- | --------- |
|  | :      |  | :        | :         |